# Белошкино (платформа)
о.п. 252 км - Белошкино — остановочный пункт Санкт-Петербург-Витебского отделения Октябрьской железной дороги, расположен в деревне Белошкино Псковской области, между станцией Дно и станцией Вязье. Находится на расстоянии 252 км от Санкт-Петербурга, 7 км от Дна и 169 км до Новосокольников.
Через станцию проходят пригородные поезда на дизельной тяге до станций Великие Луки, Дно, Новосокольники, Дедовичи.